# Wilkowór
Wilkowór (Thylacinus) – wymarły rodzaj ssaków z rodziny wilkoworowatych (Thylacinidae).

## Zasięg występowania
Rodzaj obejmował gatunki występujące na kontynencie australijskim.

## Morfologia
Długość ciała (bez ogona) 85,1–118,1 cm, długość ogona 33,1–61 cm; masa ciała 15–35 kg.

## Systematyka
Rodzaj zdefiniował w 1824 roku holenderski zoolog Coenraad Jacob Temminck w publikacji swojego autorstwa o tytule Monographie de mammalogie. Jako gatunek typowy wyznaczył wilkowora tasmańskiego (T. cynocephalus).

### Etymologia
- Thylacinus (Thylacynus): gr. θυλαξ thulax, θυλακος thulakos „wór”; κυων kuōn, κυνος kunos „pies”[10].
- Paracyon (Peracyon): gr. παρα para „blisko”; κυων kuōn, κυνος kunos „pies”[11]. Gatunek typowy: Didelphis cynocephala Harris, 1808.
- Lycaon: gr. λυκαων lukaōn „zwierzę podobne do wilka” (w mitologii greckiej Likaon był królem Arkadii, którego Zeus przemienił w wilka)[12].
- Peralopex: gr. πηρα pēra „skórzana torba”; αλωπηξ alōpēx, αλωπεκος alōpekos „lis”[13].

### Podział systematyczny
Do rodzaju należały następujące gatunki:
wymarły w 1936 roku:
- Thylacinus cynocephalus G.P. Harris, 1808) – wilkowór tasmański

oraz wymarłe w czasach prehistorycznych na obszarze Australii:
- Thylacinus macknessi Muirhead, 1992[17] (miocen)
- Thylacinus megiriani Murray, 1997[18] (miocen–pliocen)
- Thylacinus potens Woodburne, 1967[19] (miocen)
- Thylacinus yorkellus Yates, 2015[20] (pliocen)